# Lycoperdina maritima
Lycoperdina maritima es una especie de coleóptero de la familia Endomychidae.

## Distribución geográfica
Habita en los Alpes (Europa).